# مارکو هوبر

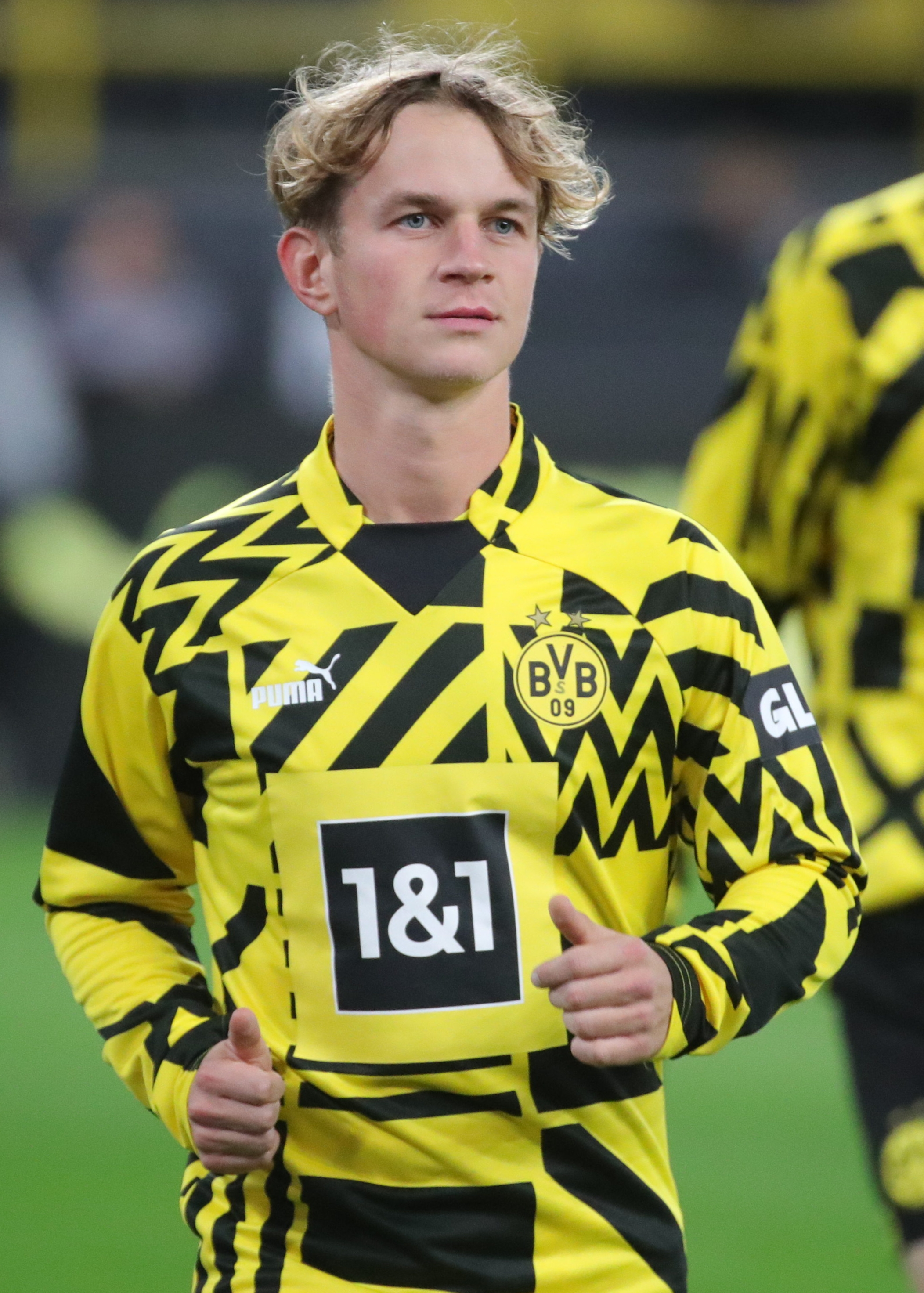
مارکو هوبر: «بروسیا دورتموند ۲» مقابل «اف سی ارزگبیرگ آئو» (لیگ "فدراسیون فوتبال، آلمان" 2022/23 - هفدمین روز بازی)

مارکو هوبر (انگلیسی: Marco Hober؛ زادهٔ ۹ سپتامبر ۱۹۹۵) بازیکن فوتبال اهل آلمان است.
از باشگاه‌هایی که در آن بازی کرده‌است می‌توان به باشگاه فوتبال آرمینیا بیله‌فلد اشاره کرد.